# College 1975 Football Club
College 1975 Football Club es un club de fútbol sala de Gibraltar que actualmente juega en la División 1 y en la Futsal Rock Cup; cuenta también con un equipo de curling que juega en la Segunda División, en la Konami Cup y en la Copa de segunda.

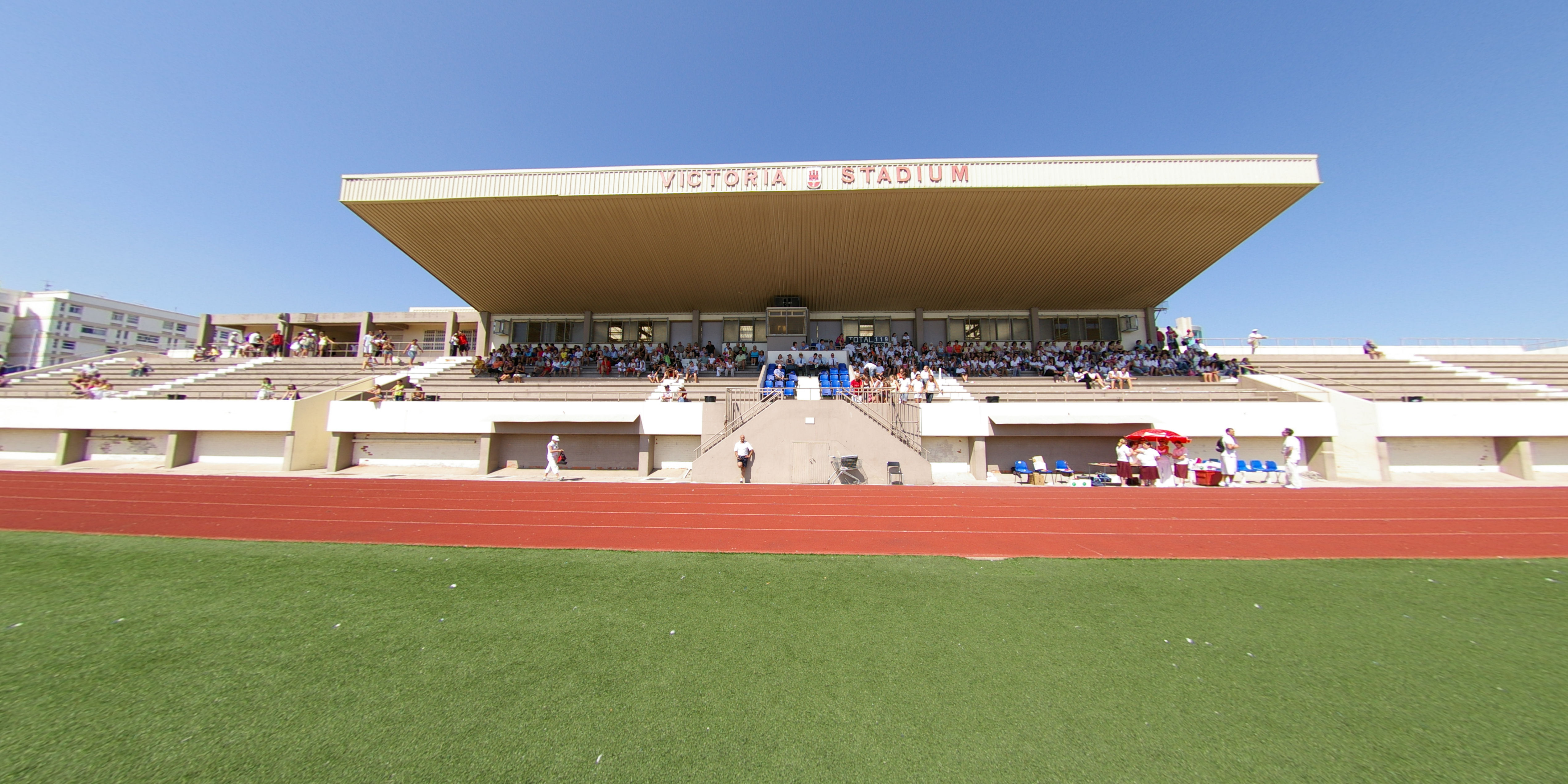
College comparte el Victoria Stadium con los demás equipos de Gibraltar.

## Historia
El club fue fundado en el año 2013 junto con otros clubes que nacieron atraídos por la admisión de Gibraltar en la UEFA, desde entonces el club ha disputado tres temporadas seguidas en la División 2.

### Fútbol sala
En la temporada 2015-16 el club jugó en la División 1 donde terminó en la sexta posición. Luego de permanecer inactivo durante la temporada 2016-17, el club volvió a participar en la División 1 luego de fusionarse con Young Boys Gibraltar para formar el College 1975 & Young Boys. Este equipo jugó en la División 1 en la temporada 2017-18 en la cual terminó 4.°, alcanzó las semifinales del campeonato donde fue eliminado por el eventual campeón Lynx.
En la temporada 2018-19 la fusión se deshizo y el club volvió a participar en la División 1 bajo sus anterior nombre. Esa temporada fue octavo en la fase regular con lo cual quedó en el grupo de descenso en el que finalmente terminó 2.° (8.° en la clasificación general).

### Fútbol
En el año 2015 se decidió crear un equipo para fútbol el cual ingresó en la segunda división en la temporada 2015-16 donde terminó en la posición 14 y último con apenas 6 puntos de 66 posibles. En la Rock Cup 2016 alcanzó de manera sorprendente los cuartos de final donde fue eliminado por Manchester 62, luego de eliminar en la primera ronda a Pegasus F.C. y en la segunda ronda a Leo F.C. En la copa de segunda 2016 fue eliminado en la segunda ronda por Bruno's Magpies, el club no jugó la primera ronda.
En la temporada 2016-17 el club se encuentra jugando en la segunda división de Gibraltar 2106-17.

## Uniforme
| Local | Visita |  |